# Ithaca Hours
L’Ithaca HOUR ou Ithaca Hour est une monnaie locale autrefois utilisée à Ithaca (New York). Elle est l'un des systèmes de monnaie locale les plus anciens, bien qu'elle ne soit plus en circulation. Elle a inspiré d'autres systèmes similaires à Madison (Wisconsin), Santa Barbara (Californie), Corvallis (Oregon) et un système proposé dans l'aire métropolitaine d'Allentown-Bethlehem-Easton (Lehigh Valley) en Pennsylvanie. Une heure Ithaca est évaluée à 10 $ US et il est généralement recommandé de l'utiliser comme paiement pour une heure de travail, bien que le tarif soit négociable.

## La devise
Les « Ithaca Hours » ne sont pas adossés à la monnaie nationale et ne peuvent pas être librement convertis en monnaie nationale, bien que certaines entreprises puissent accepter de les acheter. Les « Ithaca Hours » sont imprimées sur du papier de haute qualité et utilisent des graphiques pâles qui seraient difficiles à reproduire, et chaque coupon est estampillée d'un numéro de série, afin de décourager la contrefaçon,.
En 2002, un coupon d'un dixième d'heure a été introduit, permettant d'encourager les micro-financements auprès de l'Alternatives Federal Credit Union (en) (AFCU) et des commentaires des détaillants qui se plaignent de la gêne à devoir travailler qu'avec des dénominations trop importantes. Les coupons des « Ithaca Hours » portent les signatures des présidents Steve Burke et celui de l'AFCU.
Bien que des coupons « Ithaca Hours » puissent être trouvés, ils sont tombés en désuétude ces dernières années, ce qui peut être attribué à plusieurs raisons. Tout d'abord, le fondateur du système, Paul Glover (en) est partie à Philadelphie (Pennsylvanie). Afin de promouvoir les coupons « Ithaca Hours » pendant son séjour à Ithaca, Glover a agi en tant qu'évangéliste et animateur de réseautage social pour que les entreprises monétisent les heures qu'elles avaient perçues en coupons. Deuxièmement, l'utilisation des coupons a diminué en raison du passage général des transactions numéraires vers les virements électroniques par carte de débit ou de crédit. Glover souligne que chaque monnaie locale a besoin d'un animateur pour « promouvoir, faciliter et dépanner » la circulation des devises.

## Historique
« Ithaca Hours » est lancé par Paul Glover en novembre 1991. Le système a des racines historiques de famines monétaires dans les monnaies alternatives et locales qui ont proliféré en Amérique pendant la Grande Dépression.
Alors qu'il fait des recherches sur l'économie locale en 1989, Glover voit une note intitulée « Hour » que l'industriel britannique du XIXe siècle, Robert Owen, a adressé à ses employés pour qu'ils dépensent dans son magasin. Après le début d'« Ithaca Hours », il découvre que les heures d'Owen sont basées sur les notes de Josiah Warren parues dans la mise en œuvre du concept valeur-travail du Time Store (en) de 1827.
En mai 1991, un étudiant local, Patrice Jennings a interviewé Glover à propos du système d'échange local (Sel) qu'est « Ithaca Hours ». Cette conversation a fortement renforcé son intérêt pour les systèmes commerciaux. Les recherches de Jennings sur le Sel d'Ithaca et son échec ont fait partie intégrante du développement de la devise « Hour »; les conversations entre Jennings et Glover ont permis de s'assurer qu'« Ithaca Hours » utilisait ses connaissances sur ce qui n'avait pas fonctionné avec le système d'échange local.
En quelques jours, la conception des coupons « Ithaca Hours » et demi-« Ithaca Hours » est terminées. Il établit que chaque « Ithaca Hours » vaut l'équivalent de 10 $, soit à peu près le montant horaire moyen que les travailleurs gagnent dans les environs du comté de Tompkins, bien que le taux de change exact pour une transaction donnée devait être décidé par les parties elles-mêmes. À la coopérative alimentaire locale, GreenStar Cooperative Market, Glover rencontre Gary Fine, un massothérapeute, avec des échantillons photocopiés. Fine devient la première personne ayant signée une liste acceptant formellement d'utiliser des « Ithaca Hours » en échange de services. Peu de temps après, Jim Rohrrsen, propriétaire d'un magasin de jouets local, est devenu le premier détaillant à s'inscrire pour accepter des « Ithaca Hours » en échange de marchandises.
Lorsque le système a été lancé pour la première fois, 90 personnes ont validé de recevoir les « Ithaca Hours » comme rémunération pour leurs services, malgré l'absence de business plan ou de garantie,. Glover a alors commencé à demander de petits dons pour aider à payer les impressions des coupons.
L'imprimerie locale, Printer Fine Line met au point une encre qui change de couleur lorsqu'on frictionne les coupons avec les doigts, ce qui rend les « Ithaca Hours » infalsifiables. En octobre 1991, l'imprimerie termine le premier tirage des « Ithaca Hours » pour 1 500 heures et 1 500 demi-heures. Ces coupons représentant la première monnaie locale moderne font apparaître un défaut de dimension pour pouvoir être logé dans le portefeuille, ils sont presque tous retirés de la circulation.
Le 16 octobre 1991, la première édition numérotée est réalisée chez l'imprimeur Our Press, situé à Chenango Bridge dans le quartier éponyme de New York. Le lendemain, Glover émet pour la valeur de 10 heures en coupons d'« Ithaca Hours », l'organisation est créée pour faire fonctionner le système, comme le remboursement des coûts d'impressions des coupons. Le 18 octobre 1991, la valeur de 382 heures en coupons sont décaissées et préparées pour être envoyés aux 93 premiers pionniers.
Des paquets de la première édition du journal Ithaca Money sont distribués dans toute la ville avec un coupon d'invitation en dernière page incitant « tout le monde à se joindre à la fête »,.
La première utilisation du coupon « Ithaca Hours » dans la vie courante s'effectue le 19 octobre 1991 où Glover achète au marché fermier un beignet samoussa à Catherine Martinez avec un coupon de la valeur d'un demi-« Ithaca Hours » portant le no 751. Plusieurs autres vendeurs du marché se sont inscrits ce jour-là. Au cours des années suivantes, plus d'un millier de personnes et plus 500 entreprises se sont inscrites pour accepter les coupons « Ithaca Hours ».
Le 12 novembre 1991, un débat d'idée a lieu au Centre d'activités du grand Ithaca (GIAC),. Il est le premier des nombreux rassemblements mensuels où des compétences ont été échangées, des connaissances faites et des amitiés renouvelées, avec un buffet en partage.

## Gestion et philosophie
Depuis son domicile en 1996, Glover dirige le système « Ithaca Hours » avec un conseil consultatif et un conseil d'administration appelé « Barter Potluck ». Le conseil d'administration et Glover ont avancé l'idée que les interactions économiques devraient être basées sur l'harmonie plutôt que sur des formes de concurrence plus hobbesiennes. Dans une interview, Glover a déclaré : « Il existe un mouvement croissant appelé économie écologique et « Ithaca Hours » fait partie de ce cosmos. L’année dernière, j’ai écrit un article qui explique comment nous orienter vers la fourniture de nourriture, de carburant, de vêtements, de logement, de transport (et d’autres) nécessités de manière à guérir la nature, ou d'en réduire l'épuisement et qui rassemblent les gens sur la base de leur fierté commune, sans d'arrogance. Ainsi, l'un des principes sous-jacents du mouvement de la monnaie locale est de créer un « commerce équitable » avec un minimum de conflit ou d'exploitation des personnes ou des ressources naturelles ».
Le conseil consultatif incorpore le système « Ithaca Hour » sous le nom d’Ithaca Hours, Inc. en octobre 1998 et accueille les premières élections du conseil d'administration en mars 1999. Le premier conseil d'administration comprend : Monica Hargraves, Dan Cogan, Margaret McCasland, Erica Van Etten, Greg Spence Wolf, Bob LeRoy, LeGrace Benson, Wally Woods, Jennifer Elges et Donald Stephenson. En mai 1999, Glover confie l'administration d'« Ithaca Hours » au conseil d'administration nouvellement élu. Glover continue à soutenir « Ithaca Hours » par le biais de la sensibilisation communautaire, notamment en présentant la santé Ithaca (incorporée dans le cadre de l'Ithaca Health Alliance (en)) et les actualités de la communauté Ithaca (en).
En 2014 et 2015, le conseil d'administration comprend : Erik Lehmann (président), Danielle Klock et Bob LeRoy.

## Développement économique
Plusieurs millions de dollars de coupons d'« Ithaca Hours » sont échangés depuis 1991 entre des milliers de résidents et plus de 500 entreprises de la région, y compris le centre médical de Cayuga (en), Alternatives Federal Credit Union (en), la bibliothèque publique, de nombreux agriculteurs locaux, des cinémas, des restaurants, des guérisseurs, des plombiers, des charpentiers, des électriciens et des propriétaires.
L'une des principales fonctions du système « Ithaca Hours » est de promouvoir le développement économique local. Les entreprises qui reçoivent des heures doivent les consacrer à des biens et services locaux, créant ainsi un réseau d'entreprises locales inter-soutenant. Alors que les entreprises non locales sont invitées à accepter des heures, ces entreprises doivent les dépenser en biens et services locaux pour être économiquement viables.
Dans sa mission de promotion du développement économique local, le conseil d'administration accorde également des prêts sans intérêt d'« Ithaca Hours » aux entreprises locales et des subventions aux organisations locales à but non lucratif.